# 創竜伝
『創竜伝』（そうりゅうでん）は、田中芳樹による日本のライトノベル。イラストは天野喜孝が担当している。講談社（講談社ノベルス）より1987年7月から2020年12月まで刊行された。また、これを原作としたOVAや漫画も制作されている。
日経BP社がインターネットで実施したアンケートを基に公表した「2003年度ライトノベルランキング」では6位を獲得している。2005年2月時点で原作小説の累計部数は800万部を突破している。

## あらすじ
国内編（1-4巻）
戦時中、竜の末裔竜堂司から力を奪い取った船津忠巌は、裏社会でのし上がり、日本の支配者となる。時代は流れて現代、平穏に暮らしていた竜堂四兄弟は、祖父と因縁ある船津老人に目を付けられる。余が竜に覚醒したことで、船津は倒される。船津が死んだことで、日本の裏の勢力図が書き換わり、さらに海外から四人姉妹が進出してくる。続、終、始は次々と竜に覚醒する。
国外編（6-10巻）
四人姉妹は、人類の数を減らす「鮮血の夢」計画を実行に移す。また船津の娘である小早川奈津子が現れ、戦況を引っかき回す。四人姉妹は新当主の座にランバート・クラークが就任するも、共工が憑りつきランバートを操る。竜堂四兄弟は中国を経由してイギリスに渡る。ロンドンでランバートは巨大なミノタウロスへと変貌し、四竜と対決する。
終章（13-15巻）
四兄弟は日本に戻る。小早川奈津子は自分こそが日本の支配者であると宣言し、京都に幕府を打ち立てる。

## 登場人物

### 竜堂兄弟
東京都中野区にて亡祖父から受け継いだ洋館に住む四人兄弟。常人を遥かに上回る身体能力を持つが、彼ら自身は一市民として平穏な生活を望む。しかし、一族伝来の反骨心と家訓に従い、自身と家族を脅かす輩には断固とした態度で向かい合う。その身には超常の存在・竜種の血が流れており、その中でも竜王たる一族・敖家の117代目だと伝えられる。兄弟は全員1月17日生まれ。
声優は（アニメ / CDドラマ1（1995年） / CDドラマ2（1996年〜1997年））の順。
竜堂 始（りゅうどう はじめ）
声 - 堀秀行 / 速水奨 / 宮本充
長男、23歳。共和学院高校の世界史教師兼学院理事だったが、第1巻で退職することになり作中では就職浪人中。読書が趣味というよりそれがないと落ち着かない“活字中毒者”。頑固で厳しい勤勉家だが、家族思いの一家の大黒柱。本作における語り部。前世は東海青竜王敖広。
東海青竜王 敖広（とうかいせいりゅうおう ごうこう）
姓は敖、名は広、字は伯卿（はくけい）、号は東海青竜王。竜種の長。重力を司る。騎獣は青臞疏（せいかんそ）。
竜堂 続（りゅうどう つづく）
声 - 飛田展男 / 置鮎龍太郎 / 同左
次男、19歳。共和学院大学人文学部西洋史学専攻。美形だが毒舌家で、敵対する相手には冷徹極まりない。自称「卑怯が大好き」「嫌いな人間の苦痛には無限に耐えられる」性格。小さい頃から兄を尊敬し、基本的に兄の決めたことにしか従わない。ただし、始と同じく茉理には頭が上がらない。前世は南海紅竜王敖紹。
元々兄弟の中では一番の洒落者だが、OVAでは左ハンドルのオープンカーを所有しており、運転手を務める。東京湾で廃車にされた時にはかなり怒っていた。
南海紅竜王 敖紹（なんかいこうりゅうおう ごうしょう）
姓は敖、名は紹、字は仲卿（ちゅうけい）、号は南海紅竜王。分子運動を自在に操り、炎と冷気を司る。騎獣は紅飛廉（こうひれん）。
竜堂 終（りゅうどう おわる）
声 - 中村大樹 / 石川英郎 / 同左
三男、15歳。共和学院高校1年生（OVA版では中学3年生）。喧嘩好きな腕白坊主。身体能力の冴えは兄弟随一で得意技は投擲によるヘリ落とし。大食漢で、食に対しては才能以上のものを発揮する。始からはよく“小遣い抜きの刑”をくらうほか、敵味方問わず“食べることに関する懐柔策”に引っ掛かり易いが、卑怯な真似は大嫌いで真っ正直すぎる器の大きさは始と並ぶと認められている。前世は西海白竜王敖閏。恵広史とCLAMPの漫画版では主人公格。
西海白竜王 敖閏（せいかいはくりゅうおう ごうじゅん）
姓は敖、名は潤、字は叔卿（しゅくけい）、号は西海白竜王。風と音を司る。騎獣は白麒麟（はくきりん）。
竜堂 余（りゅうどう あまる）
声 - 山口勝平 / 緑川光 / 石田彰
四男、13歳。共和学院中学1年生。兄弟の中ではおっとりしていて大人しいタイプ。続同様に兄である終をサポートするが、時として無邪気に終をヘコませる影の毒舌家。兄弟の内では最初に覚醒した。時間と空間を超越した「夢」を見る能力があり、その際は夢遊病に似た状態で宙に浮いて移動し、状況によっては超能力を発揮する。前世は北海黒竜王敖炎。
北海黒竜王 敖炎（ほっかいこくりゅうおう ごうえん）
姓は敖、名は炎、字は季卿（きけい）、号は北海黒竜王。雨と雷を司る。騎獣は火眼黒狻猊（かがんこくしゅんげい）。潜在能力は最大。

### 竜堂兄弟の仲間
鳥羽 茉理（とば まつり）
声 - 玉川紗己子 / 水谷優子 / 松井菜桜子
四兄弟の父方の従姉妹、18歳。勝気で明るい性格。男所帯な竜堂家の家事を一手に引き受けてくれる大恩人。作中で危機に陥るたび、無意識に自身がまとめる鳥たちを呼び寄せて助かってきた。前世は太真王夫人。OVA版では彼女がナレーションを務める。
太真王夫人（たいしんおうふじん）
西王母の末娘にして仙女。“鳥たちの女王”。青竜王とは淡い恋仲であり、天界の住人たちの好意的な冷やかしのネタにされる。
蜃海 三郎（しんかい さぶろう）
声 - 玄田哲章 / - / 立木文彦
竜堂兄弟と行動を共にする、元国民新聞社の政治部新聞記者。編集局長と揉めた事で、資料部に異動となる。共和学院中等科のOB。始の先輩で虹川の友人。荒事は苦手だが記者としての経験などから情報収集に優れ、それが一行の役に立っている。マリガン財団による警視庁爆破事件及び竜堂兄弟の首相官邸立てこもり事件で下に下る。
原作では続たちが首相と幹事長を拉致した際に、自分たちから首を突っ込む形で久し振りの再会を果たす。
虹川 耕平（にじかわ こうへい）
声 - 安西正弘 / - / 家中宏
竜堂兄弟と行動を共にする、元警視庁刑事部理事官の警部補。共和学院中等科のOB。蜃海と水池の友人。童顔だが体格の良い大男で、腕っぷしはそこそこ。水池の言動に呆れながらもしっかりツッコミを入れる。マリガン財団による警視庁爆破事件によって竜堂4兄弟に加担したとして手配される。
原作では爆破事件は起きていないため、表立って手配はされていない。続たちが首相と幹事長を拉致した際に、自分たちから首を突っ込む形で久し振りの再会を果たす。
OVA版では恰幅の良い甘党でコメディリリーフ的な扱いが多い。
水池 真彦（みずち まさひこ）
声 - 矢尾一樹 / - / 森川智之
竜堂兄弟と行動を共にする元陸上自衛官。虹川の元バイト仲間。防衛大を出た幹部自衛官だったが、歯に衣着せぬ物言いと人をおちょくったような性格から、自衛官時代から敵が多かった。竜堂兄弟の戦車ジャックに協力して奪取した90式戦車・鋼鉄竜（アイアンドラゴン、命名は余）を操縦し、戦車が川に沈んでからは彼らと別れて虹川の家に転がり込んだ。その後、続たちが首相と幹事長を拉致した際に再び首を突っ込んで再会を果たす。本人によると親兄弟もいない天涯孤独の身の上。
OVA版では原作1巻にあたる東富士演習場での騒ぎから登場しており、横田基地を破壊して人身に戻って寝ていた終と余を保護するなど、蜃海・虹川より出番は多い。
松永 良彦（まつなが よしひこ）
戦車ジャックを終えた水池の後をついて来た、品種不明の小犬。水地が適当に名付けた。茉理の優秀な“ボディーガード”で、余とは良い友好関係を築いている。
天狗（てんこう）
赤城王（二郎真君）の飼い犬。主によって天宮に送り込まれ、人質という体で天宮に軟禁されていた黒竜王を兄弟の元へ案内する。
黄 世建（ホアン シェーチェン）
通称「黄老（こうろう）」。抗日戦争の英雄。竜堂兄弟の祖父・司の友人。反骨精神に優れ、自由闊達で明朗な老人。
恵広史の漫画版では竜泉郷の住人として登場。ときおり外界に出て華僑や中国系マフィアの指導者として活動するなど、弟である黄大人と統合されている。
黄 泰明（ホアン タイミン）
通称「黄大人（ホアンターレン）」。黄老の弟で華僑の指導者。アメリカに滞在中の竜堂兄弟一行を助ける。中国本土の収容所に捕らえられた実兄・世建の救出を依頼する。

### 竜堂一族
竜堂 司（りゅうどう つかさ）
声 - - / - / 小室正幸
竜堂兄弟と茉理の祖父で、共和学院の創始者。物語開始時点で既に故人となっている。意思が強く、柔軟な考えの持ち主。兄弟にとっては育ての親でもあり、大きな影響を与えた（特に始）。
戦時中に中国奥地を一年がかりで旅した末に、一族の故郷である「竜泉郷」に辿り着く。その後、思想犯として逮捕・勾留されるもチフスを発病したため病院に移されるが、この時に受けた拷問によって片目と片足が不自由になった。OVA版ではチフスの影響もあって健康を害した。
鳥羽 靖一郎（とば せいいちろう）
声 - 青森伸 / - / 沢木郁也
茉理の父親で、共和学院の現学院長。共和学院を大きくしようと卑屈に政治家に頭を下げ、教師や生徒に対しては尊大かつ傲慢。そのため竜堂兄弟と対立することも多いが、本来は気が小さく、かつ他人の影響を受けやすい性格。一時は代議士の古田重平の影響で人格を貶めたが、すり寄った権力者が相次いで疎遠になってからは元の堅実さを取り戻しつつある。司の存命中は、司の影響でいっぱしの教育家を気取っていた。
鳥羽 冴子（とば さえこ）
声 - 吉田理保子 / - / 田中敦子
茉理の母親で、竜堂司の娘。共和学院の常任理事であり、女子短期大学学長と幼稚園園長を兼任している。作品冒頭では夫と共に学院乗っ取りを企てているとされたが、彼女自身は自分の立場を回復するだけの事と認識していた。靖一郎と比べ冷静沈着で意志が強く、夫の小物ぶりには呆れつつもフォローをしている。一方で竜堂兄弟と同じく反骨心に溢れており、国家権力にも毅然とした態度を取るので夫をヒヤヒヤさせている。海外に行った茉理から定期的に連絡を受けているほか、住人不在となった竜堂家に一時夫婦で滞在し管理する事になる。

### 船津一派
船津 忠巌（ふなづ ただよし）
声 - 大塚周夫 / - / 大木民夫
「鎌倉の御前」と呼ばれる日本政財界の黒幕。原作では90を越えて100歳近い老人。竜泉郷への旅に同行するなど司とはちょっとした因縁がある。竜泉郷で竜種の血を得る事によって人外の力を得ており、世界を支配する四人姉妹も一目置いていた（気味悪がっていたともされる）。さらなる力を得るために竜堂兄弟を狙い、紆余曲折を経て自衛隊の演習場に赴かせ、余を北海黒竜王へと覚醒させる。直前に保存していた最後の竜種の血を輸血していた事もあり、特大の雷撃を受けても平然としていたが、結局は竜種の血の激烈な効力に肉体が耐え切れず衰弱死する。
戦時中、特高警察に捕まった司にチフス菌付の毛布を差し入れて発病させている。恵広史のコミック版では幕末生まれの150歳とされた。
小早川 奈津子（こばやかわ なつこ）
船津忠巌の娘。父親が得た竜種の力を受け継いでおり、人並み以上の身体・考え・欲を持っているが、極めて俗な性格で自身の判断基準に基づいて行動し敵味方関係なく引っ掻き回すトラブルメーカー。竜堂兄弟にとっては、ある意味四人姉妹や牛種を遥かに上回る敵だが、蜃海に乗せられて「京都幕府」を立ち上げるなどの諸事情で一時は竜堂兄弟と共同戦線を張った。母親には「天使のなっちゃん」と呼ばれていたらしい。
最終巻において、竜の血の効果が切れた反動で急激に痩せ衰え、父と同様に衰弱死する。船津死亡時には竜身となっていたため、この事実を知らなかった余に始はあえて彼女の最期を見とるように促した。
成島 常吉（なるしま じょうきち）
声 - 佐藤正治
船津家の執事を38年も務める居合いの使い手。高林のやり方を静止し始を船津家へ連れて行く。だが続たちの事を聞いて責任を取り自害する。
原作では名前や経歴等は明かされておらず、20人ばかりいる執事補の内の次席とだけ自己紹介している。高林が不様に失敗した後で登場し、弟たちや叔父たちに手を出すなという始の条件を呑んで（船津からもそう指示が出ていた）、始を鎌倉の本邸へ案内後チェス室へ通した。その後は一切登場しておらず、自害する描写も無い（始を連れていけなかった場合は、任務を果たせなかった責任を取って自害すると豪語したのみ）。
古田 重平（ふるた じゅうへい）
声 - 亀井三郎 / - / 村松康雄
船津の配下で、典型的な悪徳代議士。作中では「保守党内きっての武闘派」「学の無い奴」と評されている。竜堂兄弟の捕獲を命じられるが全く歯が立たず、父子でアメリカへ国外逃亡するも船津に見限られ始末される。
古田 義国（ふるた よしくに）
声 - 笹岡繁蔵 / - / 矢尾一樹
重平の次男（OVAでは長男）。23歳。興国大学4年生で裏口入学者。徒党を組んだ暴力大学生。義国よりも出来のいい兄がいるが、作中では未登場。父親に協力して竜堂兄弟に手を出すが全く歯が立たず、父子でアメリカへ国外逃亡するも船津に見限られ始末される。
高林 健吾（たかばやし けんご）
声 - 徳丸完 / - / 津田英三
船津の配下で、現職の内閣官房副長官。粗野な成り上がり者である古田に対して、東大法学部卒・官僚出身のエリート。古田に代わり竜堂兄弟の捕獲を命じられるが失敗し、古田同様に船津に見限られ始末される。
OVAでは船津の飼っている大ナマズの餌にされた。恵広史の漫画版では船津の死後も生き残り、首相の側近として登場する。
奈良原 昌彦 （ならはら まさひこ）
声 - 平野正人 / - / 中田和宏
高林の配下で、元警視庁機動隊員の警備保障会社社長。高林と共に始の不当逮捕に関わる。始の拉致に失敗した後、高林と共に竜堂邸を襲撃するも、部下たちが全員叩きのめされた時点でトンズラする。
高沼 勝作（たかぬま しょうさく）
声 - 平野正人
国立関東技術科学大学副学長で、日本核エネルギー振興協会理事。船津の死によって、生前船津が執心していた竜堂兄弟に興味を持つ。田母沢が終を捕らえた際にガードマン経由で変事を察知、翌朝説明に来いと嫌がらせを行っている。
藤木 建三（ふじき けんぞう）
声 - 岸野幸正 / - / 納谷六朗
兵器産業界の政治部長と称される、日本兵器産業連盟事務局長。船津の死によって、生前船津が執心していた竜堂兄弟に興味を持つ。レディLの策略によって国際平和推進会の倉庫で行っていたアジアでの兵器密売が発覚し逮捕される。
原作ではレディLは特に手を出しておらず、密売などの事実も出てこない。自宅で女子大生と不倫していたところ、捕らえた奈良原と加瀬から情報を得た竜堂兄弟の襲撃を受け、目の前で全財産を燃やされて気絶。心神喪失状態で入院する。
蜂谷 秋雄（はちや あきお）
声 - 塩屋浩三（第4話） / - / 塚田正昭
東京産業大学政治学科教授・兼・国家安全問題研究所所長で、警視庁公安課長を務めた元警視長。船津の死によって、生前船津が執心していた竜堂兄弟に興味を持つ。タウンゼントに使える駒として利用価値を見出され、ハーバード大学教授の椅子を用意されてレディLの配下となる。横田基地で終をアメリカに送る輸送機に同乗していたため、終が西海白竜王に覚醒した際に輸送機ごと爆散した。
前川 菊次郎（まえかわ きくじろう）
声 - 加藤正之
自称教育家で、道徳再建協議会専務理事。船津の死によって、生前船津が執心していた竜堂兄弟に興味を持つ。
中熊 章一（なかぐま しょういち）
声 -  / - / 大川透
全日本労働者連盟事務局長。船津の死によって、生前船津が執心していた竜堂兄弟に興味を持つ。後に不祥事が発覚して香港で逃亡生活を送っていた際、居場所を掴んだ蜃海の手引きで竜堂兄弟一行の訪問を受け、彼らが出国するために必要な人数分のパスポート（東南アジアB国政府発行の真物）を用意する羽目になる。
加瀬 健吾（かせ けんご）
声 -  / - / 荒川太郎
「北アジア文化地理研究会」なる警視庁公安部の下部組織に所属する男。部下を新聞屋に擬装させて終と余をビッグボウルに誘き出し、始と続がいる竜堂家を襲撃するがあっさりと撃退され捕虜となる。
小森 春光（こもり はるみつ）
オリエント石油会長。船津の死によって、生前船津が執心していた竜堂兄弟に興味を持つ。後に国民新聞社長の稲垣と組んで茉理の両親の拉致を企むが、仙界の介入で失敗に終わる。
勝岡 寛太（かつおか かんた）
船津忠巌の孫で、漢字撲滅連盟総裁。小早川奈津子の甥にあたる。外国由来の漢字は日本人が使うべきではなく、平仮名と片仮名だけで全て表現すべきと主張していて、台詞も全て平仮名で表記されている。だが実際は、頭が悪くて漢字が読めないだけと思われる。

### 四人姉妹（フォー・シスターズ）
ランバート・クラーク
四人姉妹の新当主。全ての家の血を引く男だが、その影響で牛頭人身の怪物となる。厭世的かつ刹那的な人物で、ミューロン家の娘との結婚を切っ掛けに四姉妹大君の首座に就くが、後述の魔物・共工に取り憑かれる。イギリスでの戦いを経て憑依からは解放された。
恵広史の漫画版では共工に取り憑かれる以前から四兄弟に匹敵する能力の持ち主として描かれた。
初登場は6巻第三章。
大君（タイクーン）
声 - 中庸助（マリガン）、北川米彦（デュパン）、真地勇志（ミューロン）、増田有宏（ロックフォード） / - / 中庸助
四人姉妹のそれぞれの財閥の長を指す敬称。ミューロン家当主の病死により、空席に就任した若いランバートが四家を統べる立場となる。
語源は日本語の「大君」であり、江戸幕府の将軍の外交上の呼称に由来する。英語では「大君＝Tycoon」は「大物」「実力者」を意味する。
初登場は3巻第一章。最後の登場は7巻第十章。8巻第十章に実権を失った旨の記述がある。
ダグラス・W・ヴィンセント
声 - 八奈見乗児 / - / -
アメリカ大統領補佐官。大統領のお目付け役であり、ホワイトハウスと四人姉妹の連絡役。
ウォルター・S（サミュエル）・タウンゼント
声 - 岡部政明 / - / 牛山茂
四人姉妹の極東地区総支配人。ハーバード大学卒のエリートで、レディLの上司。四人姉妹に盲従しているが、大君たちからは「小物」と評されている。
レディL（パトリシア・セシル・ランズデール）
声 - 戸田恵子 / - / 島津冴子
マリガン国際財団東京赤坂分室の室長。哲学博士号を持ち、かつ弁護士でもある才色兼備の女性。竜堂兄弟に敵対しながらも彼ら竜種の生きざまに心を惹かれ、それが元で味方に射殺される。
Dr.クランショー
声 - 曽我部和恭
マリガン国際財団本部より派遣された科学者。東京赤坂分室を支援する為に研究所に改装するマッドドクター。東京都庁及び新宿副都心崩壊事件で大火傷したレディLを応急処置をしアンドロイドソルジャーなどを開発した腕前。
原作ではアメリカ海軍所属の科学者で、覇王艦長サクソンバーグ大佐の部下。中性子爆弾をこよなく愛する、異常ともいえる爆弾フェチ。レディLを介した四人姉妹の依頼で、始を捕らえるために必要な卵型中性子爆弾を製造する。

### その他
ユージン・フォレスター
声 - 村越伊知郎 / - / -
アメリカ大統領。西側世界の盟主だが、実は四人姉妹の傀儡。
田母沢 篤（たもざわ あつし）
声 - 滝口順平 / - / 小林清志
日本医薬業界の大御所で、田母沢コンツェルン会長。OVA版では船津のホームドクターを務めた経験を持つとされている。一見するとガマガエルのような容姿をもつ老人。かつて関東軍の軍医責任者として捕虜の生体実験を行っており、現在は知的好奇心と研究意欲以上に「人間を生きたまま解剖すること」に執着している。竜堂兄弟の血と身体能力に興味を示し、解剖するため付け狙う。
OVA版では船津が差し入れた毛布に塗布したチフス菌の提供者だが、発病したおかげで獄中死せずに済んだと嘯き（原作では嘯いたのは船津）、始が覚醒する原因となる。恵広史の漫画版では「生体手術を繰り返している」と設定され、容姿が20代の青年に変更されている。
首相
声 - 緒方賢一 / - / 田原アルノ
日本国首相。作中では「私立大学卒業」「歴代の首相の中で、唯一上目遣いがよく似合う」と馬鹿にされている。大学時代に知人から政治家になって何をするのか聞かれて「なってから考える」と答えた逸話をもち、問題が起きても解決策より下手に強引な手を使って支持率が落ちることを気にしており、事態が悪化すると「辞める」「こんなことのために首相になったんじゃない」と引き籠り、事が終わればそんなこと誰が言ったという態度でしれっとしているなど、トップに立てたことが不思議な人物。
始が四姉妹に拉致された際に、後を追う手段を求めた続・終・余・茉理らに拉致された挙句、アメリカの山中で置き去りにされる。その後も日本に起きた富士山噴火をはじめとした問題に不手際を重ね、造反した官房副長官に病気を理由に始末されかかるが、口八丁で誑かした若い医師と共に脱出したところで偵察中だった終・余に遭遇。相も変わらず自分の腹は傷まない報酬を提示して助けを求めるが、若い医師も含めて見捨てるのも気が進まないと竜堂・小早川連合（別名・京都幕府）に合流する。
初登場は1巻第五章（ただしチョイ役）。1巻発売当時の現実の首相は中曽根康弘、発売3か月後には竹下登が就任(私立大学卒業の首相は当時石橋湛山、三木武夫、竹下登の3名。)している。
幹事長
声 - 伊藤栄次 / 梅津秀行 / -
日本国与党の幹事長。本来は首相になるはずだったが、首相の説得で渋々就任を断念したため、首相との折り合いは非常に悪い。
原作では次の総裁を約束されていたらしいが、続たちの手で首相共々拉致された際、お互いに本音をぶちまけて仲違いした。
元首相
日本国元首相。首相だった頃、日本を不沈空母にすると豪語した。政界に隠然たる勢力を持つが、小早川奈津子の前では腰が低く下僕同様に扱われている。
警視総監
声 - 福田信昭
警視庁TOP。次期衆議院選挙に出馬しようとしている意欲家。東京フェアリーランド及び湾岸道路襲撃事件ではレディLの口利きで公安部を動かして刑事部を介入させなくする。その後警視庁爆破事件ではマリガン財団が仕組んだものとは知らず日本中の警察官を集め竜堂4兄弟を指名手配させる。
原作では未登場。
南村
声 - 田中亮一 / - / -
警視庁刑事部部長、虹川の上司。鳥羽靖一郎一家殺人事件解決後、警視長に昇進。公安部の身勝手なやり方に腹を立てている。
原作では警視正で、鳥羽靖一郎一家殺人事件には関わっていない。首相の拉致後に国外へ行ってしまった虹川の身を案じている。
ライオネル・マクマホン・ジュニア
声 - 大友龍三郎 / - / -
在日アメリカ軍中将で、横田基地司令官。東京都庁及び新宿副都心崩壊事件では、タウンゼントの命令で証拠隠滅に携わる。その後、横田ベースにおいて西海白竜王と変化した終によって基地もろとも死去。
原作ではタウンゼントとの関りは無く、西海白竜王が放ったソニック・ビームで斬首刑にされた。
オーガスト・サクソンバーグ
声 - 梁田清之 / - / -
アメリカ海軍大佐で、覇王艦長。フォレスターの指示で横田基地崩壊事件では戦闘機アベンジャーブラックベア部隊に核爆弾の搭載を許す。その後、覇王へやって来たレディLを温かく迎え入れる。
原作ではドクター・クランショーの上司で、フォレスターや横田基地関連との絡みは一切無い。東海青竜王出現の際にレディLを裏切り者と判断、部下に命じて射殺させた。
中佐
声 - 置鮎龍太郎 / - / -
アメリカ軍中佐で、覇王副長。
原作ではリッチモンドという名のアメリカ軍中尉で、サクソンバーグ大佐の副官。東海青竜王出現による衝撃が起きた際、大佐にジョークを飛ばした。
麻田絵理（あさだ えり）
声 - 横山智佐 / - / -
共和学院短期大学部助教授の娘で、共和学院高等部の生徒。終とは中等科でのクラスメイトだが、言ってみれば「それだけの関わり」。竜堂兄弟に対する人質として古田父子に拉致されたが、彼女の父親は事情を知っていて協力した可能性がある。彼女の姉が続にとても憧れているらしいが、彼女自身にも漠然とした憧れはあったようで、事件後に続へラブレターを送っている。
OVAでは始の担当するクラスの生徒で始に憧れているという形だった。

### 天界
玉帝（ぎょくてい）
声 - 中田浩二 / - / 北村弘一
天界の支配者。四海竜王の主君でもある。竜種と牛種の力を削ぐために殷周革命を引き起こす。最終巻において、その正体は数多の世界を旅する超越者である炎帝神農氏だったことが判明した。
訪れた宇宙で文明を起こしては、飽きると滅ぼして別の世界へ移動していた。そのあまりにも傲慢な考えの理由は、未だに自身より強い存在に遇ったことがないかららしい。
西王母（せいおうぼ）
声 - 中西妙子 / - / 兵藤まこ
太真王夫人の母親。崑崙山に宮殿を構え、数多くいる女仙を統轄する。母性を司る温和な女性だが、決して甘やかしたりはしない。その徳・地位は高く、天帝ですら一目置く存在。
瑶姫（ようき）
西王母の四女で、茉理の前世の姉。姉妹の中でも行動派で、仙界の者たちと共に竜堂兄弟に協力している。特に終とは気が合うらしく、いつか仙界を巡る冒険に行こうと約束している。
儀狄（ぎてき）
声 - 大塚明夫 / - / 小野健一
天宮に出仕する官吏。立場としては竜種寄りだが、青竜王の椿事を冷やかす意地の悪い大人。
李鉄拐（り てっかい）
声 - 山下啓介
賤の名を持つ中国八仙の1人。東海青竜王となった始に助力するよう提案。
鍾離権（しょうり けん）
声 - 宮内幸平
富の名を持つ中国八仙の1人。東海青竜王となった始に予測を超えた事態ではないかと不安がるも、力は発揮してない事を見て助力する提案に乗る。
原作では漢鍾離。上記のような描写は特に無く、竜堂兄弟の時間旅行の案内人となった。
呂洞賓（りょ どうひん）
声 - 茶風林
男の名を持つ中国八仙の1人。
藍采和（らんさいわ）
声 - 露崎照久 / - / 坂東尚樹
貧の名を持つ中国八仙の1人。マリガン財団による警視庁爆破事件を目撃し不安を感じる。
原作では警視庁爆破事件は起きていないため、上記のような描写は無い。
韓湘子（かん しょうし）
声 - 堀内賢雄
少の名を持つ中国八仙の1人。マリガン財団による警視庁爆破事件を目撃し竜血覚醒を迎えた事を嬉しく感じる。
原作では警視庁爆破事件は起きていないため、上記のような描写は無い。
何仙姑（か せんこ）
声 - 山崎和佳奈
女の名を持つ中国八仙の1人。
張果老（ちょう かろう）
声 - 田の中勇
老の名を持つ中国八仙の1人。助力する案に北海黒竜王こと余を使うよう提案する（原作ではそのような描写は無い）。
曹国舅（そう こっきゅう）
声 - 佐藤正治 / - / 石井康嗣
貴の名を持つ中国八仙の1人。マリガン財団による警視庁爆破事件を目撃し竜堂4兄弟はまだ竜神として覚醒していない事を不安がっていた。竜堂4兄弟を竜泉郷に迎えようと計画をしていたが、東海青竜王となった始の能力を見て天界に支障が出ると不安がる。
原作では警視庁爆破事件は起きていないため、上記のような描写は無い。東海青竜王の能力についても特にコメントはしていない。
共工（きょうこう）
声 - 中嶋聡彦 / - / -
竜種の分流。人頭蛇身の悪神で、牛種と手を組み人界を支配しようと企む。大君を支配し、ランバート・クラークにとり憑いた。
OVA版と恵広史の漫画版では、黒幕として登場する。
蚩尤（しゆう）
声 - 藤本譲 / - / 小室正幸
牛種の首領。殷周革命の際、竜種に敗れる。四人姉妹を操り人界を支配しようと目論む。竜堂兄弟と同じく、これから生まれるランバートの息子として転生するという描写だったが、最終巻では牛種72兄弟の長兄という形で姿を現した。
欽ヒ（きんひ、ヒは「丕に鳥」）
共工に代わって派遣されてきた牛種の手先で、余の夢の中では「討逆都元帥」を名乗って水晶宮を攻めた。
赤城王（せきじょうおう）
顕聖二郎真君。余の見た夢で東海青竜王と戦い、時空の間隙に迷い込んだ。宋代に迷い込んだ青竜王に対して、彼は唐代に迷い込んだままだったそうだが最終巻にて帰還し、世界から去った玉帝の代理役に就くこととなる。

## 用語
天界
玉皇上帝（玉帝）が治める神々とその眷族が住む世界。その実態は月その物。内部に都市が構築されており、竜種の本拠たる「水晶宮（いわゆる「竜宮城」）」もここにある。
仙界
仙人が住む異界。仙人だけではなく多くの幻獣種の類も棲みついており、仙人たちも全貌は知らない。
騰蛇（とうだ）
仙界に住む幻獣種のひとつ。その姿は翼の生えた大蛇であり、見た目の割りに温厚で人語も解する程度に高い知能を持つ。終が知り合った個体は「蛇麿」と名付けられ、人界にも付いてきて協力した。
宝貝（ほうばい）
仙界で使用されている道具。空中を移動する「宝鼎」、いわゆるタイムマシンである「辰虹」といった乗り物から手に持てるサイズの道具も存在する。
人界
竜泉郷
中国の黄河上流域にある隠れ里。人界における竜種の本拠であり、竜堂家の先祖の出身地。過去に竜堂司と船津忠巌が訪れた。四兄弟が訪れた際に牛種の攻撃で埋没してしまうが、助けに来た瑶姫によると住民は避難済みだったとのこと。
牛種
天界において竜種と対立する一族。殷周革命は玉帝の命によって引き起こされた、竜種と牛種の代理戦争でもあった。
飛天夜叉（ひてんやしゃ）
ロバの頭部とコウモリの体、人を超える体躯を併せ持つ怪物。牛種の手下として無数に出現する。
野狗子
犬の頭部と人に近い体を併せ持つ怪物。細長い舌を人間の頭に突き刺して脳を吸い出す。牛種の手下。

四人姉妹（フォー・シスターズ）
ロックフォード、マリガン、ミューロン、デュパンの四大財閥の総称。西側世界を経済的に支配しており、牛種とも繋がっている。

## 既刊一覧

### 小説

#### 新書版
- 田中芳樹（著）・天野喜孝（イラスト） 『創竜伝』 講談社〈講談社ノベルス〉、全15巻
  1. 「超能力四兄弟」1987年7月29日発売[3]、ISBN 4-06-181319-6
  2. 「摩天楼の四兄弟」1988年3月30日発売[4]、ISBN 4-06-181358-7
  3. 「逆襲の四兄弟」1988年10月31日発売[5]、ISBN 4-06-181396-X
  4. 「四兄弟脱出行」1989年4月3日発売[6]、ISBN 4-06-181424-9
  5. 「蜃気楼都市」1989年12月26日発売[7]、ISBN 4-06-181459-1
  6. 「染血の夢」1990年6月12日発売[8]、ISBN 4-06-181482-6
  7. 「黄土のドラゴン」1991年9月2日発売[9]、ISBN 4-06-181528-8
  8. 「仙境のドラゴン」1992年4月7日発売[10]、ISBN 4-06-181611-X
  9. 「妖世紀のドラゴン」1994年11月24日発売[11]、ISBN 4-06-181794-9
  10. 「大英帝国最後の日」1996年5月16日発売[12]、ISBN 4-06-181864-3
  11. 「銀月王伝奇」1997年12月3日発売[13]、ISBN 4-06-181974-7
  12. 「竜王風雲録」2000年8月17日発売[14]、ISBN 4-06-182126-1
  13. 「噴火列島」2003年6月6日発売[15]、ISBN 4-06-182301-9
  14. 「月への門」2019年10月9日発売[16]、ISBN 978-4-06-517381-7
  15. 「旅立つ日まで」2020年12月23日発売[17]、ISBN 978-4-06-522063-4

#### 文庫版
- 田中芳樹（著）・CLAMP（イラスト） 『創竜伝』 講談社〈講談社文庫〉、既刊15巻（2023年12月15日現在）
  1. 「超能力四兄弟」1993年2月2日発売[18]、ISBN 4-06-185214-0
  2. 「摩天楼の四兄弟」1993年8月3日発売[19]、ISBN 4-06-185462-3
  3. 「逆襲の四兄弟」1994年2月4日発売[20]、ISBN 4-06-185597-2
  4. 「四兄弟脱出行」1994年8月1日発売[21]、ISBN 4-06-185746-0
  5. 「蜃気楼都市」1995年2月7日発売[22]、ISBN 4-06-185884-X
  6. 「染血の夢」1995年8月2日発売[23]、ISBN 4-06-263032-X
  7. 「黄土のドラゴン」1996年2月2日発売[24]、ISBN 4-06-263167-9
  8. 「仙境のドラゴン」1996年8月8日発売[25]、ISBN 4-06-263301-9
  9. 「妖世紀のドラゴン」1998年2月9日発売[26]、ISBN 4-06-263704-9
  10. 「大英帝国最後の日」1999年8月10日発売[27]、ISBN 4-06-264644-7
  11. 「銀月王伝奇」2000年12月8日発売[28]、ISBN 4-06-273044-8
  12. 「竜王風雲録」2003年8月8日発売[29]、ISBN 4-06-273821-X
  13. 「噴火列島」2007年5月15日発売[30]、ISBN 4-06-275425-8
  14. 「月への門」2022年12月15日発売[31]、ISBN 978-4-06-530040-4
  15. 「旅立つ日まで」2023年12月15日発売[32]、ISBN 978-4-06-533383-9

#### 単行本
- 田中芳樹（原作）・恵広史（作画） 『創竜伝』 講談社〈YA!ENTERTAINMENT〉、全4巻
  1. 「超能力四兄弟」2008年10月11日発売[33]、ISBN 978-4-06-269401-8
  2. 「摩天楼の四兄弟」2008年12月12日発売[34]、ISBN 978-4-06-269407-0
  3. 「逆襲の四兄弟」2009年1月16日発売[35]、ISBN 978-4-06-269409-4
  4. 「四兄弟脱出行」2009年03月12日発売[36]、ISBN 978-4-06-269413-1

### 漫画

#### 新書版
- 田中芳樹（原作）・恵広史（作画） 『創竜伝』 講談社〈講談社コミックス〉、全5巻
  1. 2005年2月17日発売[37]、ISBN 4-06-363491-4
  2. 2005年2月17日発売[38]、ISBN 4-06-363492-2
  3. 2005年6月17日発売[39]、ISBN 4-06-363545-7
  4. 2005年10月17日発売[40]、ISBN 4-06-363589-9
  5. 2006年2月16日発売[41]、ISBN 4-06-363632-1

#### 文庫版
- 田中芳樹（原作）・恵広史（作画） 『創竜伝』 講談社〈講談社漫画文庫〉、全2巻
  1. 「上」2014年4月11日発売[42]、ISBN 978-4-06-384974-5
  2. 「下」2014年5月9日発売[43]、ISBN 978-4-06-384975-2

### 関連書籍
- 『「創竜伝」公式ガイドブック』1997年8月7日発売[44]、ISBN 4-06-263457-0
- CLAMP 『創竜伝原画集』2004年5月29日発売[45]、ISBN 4-06-334901-2

## 他メディアへの展開

### アニメ
1991年にキティ・フィルムと講談社制作のOVA作品。その後フジテレビ他一部放送局にて全話が放送された。原作1〜4巻に相当するが、1992年4月4日に多賀が単純賭博で逮捕された上、同年7月21日に当時のフジテレビ会長でフジサンケイグループ会議議長・鹿内宏明が同社社長・日枝久らが起こしたクーデターで失脚した事を受け1993年3月をもって打ち切りとなった為ラストは原作と異なる。全12話。

#### スタッフ
- 製作 - 多賀英典、村上光一、三樹創作
- 企画 - 落合茂一、岡正、鈴木良平
- プロデューサー - 田原正利、内田耕一、水尾芳正
- アシスタントプロデューサー - 角田研、木下雅弘
- 監督 - 出崎統、鹿島典夫、鳥海永行、御厨恭輔
- シリーズ構成 - 遠藤明範
- キャラクターデザイン - 村田俊治
- ゲストキャラクターデザイン - 前島健一
- メカデザイン - 佐山善則
- 美術 - 河野次郎、伊藤主計、田中資幸
- 美術設定 - 木村真二、田中精美
- 色指定 - 若菜陽子、遠藤浩、小暮優子、松下友紀子、木原悦郎、西村省吾
- 効果 - 井上裕
- 特殊効果 - 柴田睦子、干場豊、西山誠、木原悦郎
- 録音 - 室克己
- 編集 - 掛須秀一、吉田博、松尾浩、井上和夫、西出榮子
- 音響監督 - 明田川進
- レイアウト - 青木悠三
- スペシャルアニメーター - 板野一郎
- 音楽 - 難波弘之（サウンドトラック盤：ビクター音楽産業）
- アニメーション制作 - キティ・フィルム三鷹スタジオ
- 制作協力 - アウベック
- 制作 - キティ・フィルム、フジテレビ、講談社

#### 主題歌
オープニングテーマ「Willing」
作詞 - 竹花いち子 / 作曲・編曲 - 原一博 / 歌 - ERI
エンディングテーマ「永遠の風景」
作詞 - 岡部れい子 / 作曲・編曲 - 増田隆宣 / 歌 - ERI

#### 各話リスト
| 話数   | 発売日         | サブタイトル   | 監督     | 脚本           | 絵コンテ        | 演出                    | 総作画監督   | 作画監督                     | 美術監督 | 撮影監督                 |
| ------ | -------------- | -------------- | -------- | -------------- | --------------- | ----------------------- | ------------ | ---------------------------- | -------- | ------------------------ |
| 第1話  | 1991年 6月25日 | 狙われた四兄弟 | 出崎統   | 遠藤明範       | さきまくら      | うえだしげる            | 村田俊治     | 谷口守泰                     | 小林七郎 | 遠藤公祐                 |
| 第2話  | 8月20日        | 竜泉郷の伝説   | 出崎統   | 外池省二       | さきまくら      | 山口美浩 岡田聡（助手） | 村田俊治     | 谷口守泰                     | -        | 遠藤公祐                 |
| 第3話  | 10月25日       | 黒竜王顕現     | 出崎統   | あかほりさとる | さきまくら      | 窪秀巳                  | 村田俊治     | 谷口守泰                     | -        | 遠藤公祐                 |
| 第4話  | 1992年 1月25日 | 東京湾狂騒曲   | 鹿島典夫 | 荒川稔久       | 窪秀巳 鹿島典夫 | 山口美浩                | 窪秀巳       | 窪秀巳 石丸賢一              | -        | 遠藤公祐                 |
| 第5話  | 3月31日        | 華麗なる代理人 | 鹿島典夫 | 遠藤明範       | 白土武          | 川端蓮司                | 窪秀巳       | 長野伸明 石丸賢一            | -        | 月岡敦夫                 |
| 第6話  | 6月30日        | 摩天楼の紅竜王 | 鹿島典夫 | 渡辺誓子       | 石踊宏 篠幸裕   | 酒井伸次                | 窪秀巳       | 宍倉敏                       | 福田和矢 | 都島雅義                 |
| 第7話  | 8月30日        | 四兄弟の逆襲   | 鳥海永行 | あかほりさとる | 鳥海永行        | 玉野陽美                | 菊池城二     | 菊池城二                     | 徳重賢   | 都島雅義                 |
| 第8話  | 11月10日       | 鋼鉄竜暴走     | 鳥海永行 | 遠藤明範       | 鳥海永行        | 玉野陽美                | 菊池城二     | 菊池城二                     | 徳重賢   | 都島雅義                 |
| 第9話  | 1993年 2月1日  | 烈風の白竜王   | 鳥海永行 | 遠藤明範       | 鳥海永行        | 玉野陽美                | 菊池城二     | 菊池城二                     | 徳重賢   | 都島雅義                 |
| 第10話 | 2月28日        | 四兄弟脱出行   | 御厨恭輔 | 神戸一彦       | 簧原雅人        | 御厨恭輔                | BEAK.EUN-HEE | HONG.SUNG-HWA KWAK.YOUNG-JIN | 徳重賢   | LEE.HEUN-HO CHUN.HEUN-HO |
| 第11話 | 3月5日         | 天翔る青竜王   | 御厨恭輔 | 遠藤明範       | 青木悠三        | 御厨恭輔                | BEAK.EUN-HEE | HONG.SUNG-HWA KWAK.YOUNG-JIN | 徳重賢   | LEE.HEUN-HO CHUN.HEUN-HO |
| 第12話 | 3月10日        | 天空の四竜王   | 御厨恭輔 | 遠藤明範       | 簧原雅人        | 御厨恭輔                | BEAK.EUN-HEE | HONG.SUNG-HWA KWAK.YOUNG-JIN | 徳重賢   | LEE.HEUN-HO CHUN.HEUN-HO |

### 漫画
『水都の四兄弟 創竜伝・外伝』 作画・CLAMP
角川書店『ミステリーDX』1994年2月号〜4月号に連載されたが、諸事情により未完。単行本化はされていないが、2004年5月に発売された『創竜伝原画集』に収録されている。
『創竜伝』 作画・恵広史
講談社『マガジンSPECIAL』2004年6月号〜2006年1月号連載。単行本5巻（全20話）。英国でランバート・クラーク（共工）を倒して完結。4兄弟が覚醒する順番は原作と同様だが、終の覚醒場所、水地・虹川・蜃海と出会った状況、小早川奈津子が登場しないなど、異なる部分も多数ある。2014年に文庫版が全2巻で発売された。

### ドラマCD
番外編である原作5巻相当分が1995年10月、原作1巻〜4巻相当分が1996年10月〜1997年6月に発売。前者と後者では発売元や声優などが異なる。レーベルは前者がアニメイトフィルム、後者がキングレコードとなっている。

### 朗読版
『銀河英雄伝説』や『アルスラーン戦記』など、田中芳樹作品を多数朗読化しているスマートフォンサイト「キクボン」にて、朗読版が配信されている。朗読者は下山吉光であり、公式の朗読とされている。